# Jacek Jabrzyk
Jacek Jabrzyk (ur. 1976) – polski reżyser teatralny, dyrektor artystyczny Teatru Zagłębia w Sosnowcu (od roku 2018).

## Życiorys artystyczny
Ukończył polonistykę na Uniwersytecie Opolskim oraz reżyserię w Państwowej Wyższej Szkole Teatralnej im. Ludwika Solskiego w Krakowie (obecnie Akademia Sztuk Teatralnych im. Stanisława Wyspiańskiego w Krakowie). Studiował także wiedzę o teatrze na Akademii Teatralnej im. Aleksandra Zelwerowicza w Warszawie. Zanim rozpoczął samodzielną pracę reżyserską, był asystentem lub współpracownikiem Jerzego Grzegorzewskiego, Pawła Miśkiewicza, Wojtka Smarzowskiego, Jerzego Stuhra, Jana Peszka. 
Debiutował spektaklem Sylviane Dupuis „Drugi upadek albo Godot akt III” na scenie im. St. Wyspiańskiego w PWST w Krakowie, gdzie główne role zagrali Jerzy Stuhr i Jerzy Trela. Stworzył ponad 20 spektakli teatralnych, operowych oraz widowisk teatralnych, m.in. w teatrach: Łaźnia Nowa w Krakowie, Dramatycznym w Wałbrzychu, Jaracza w Olsztynie, Horzycy w Toruniu, Bogusławskiego w Kaliszu, Solskiego w Tarnowie, Dramatycznym w Białymstoku, Miejskim w Gliwicach, Śląskim w Katowicach, Syrena w Warszawie oraz Zagłębia w Sosnowcu. Zrealizował spektakle dyplomowe ze studentami Akademii Muzycznej we Wrocławiu, Akademii Muzycznej w Katowicach oraz Wydziału Aktorskiego we Wrocławiu Akademii Sztuk Teatralnych im. Stanisława Wyspiańskiego w Krakowie. W Teatrze Polskiego Radia przygotował słuchowisko na podstawie „Opisu obyczajów” Jędrzeja Kitowicza, które znalazło się w finale Festiwalu Teatru Polskiego Radia i Teatru Telewizji „Dwa Teatry”. Reżyserował sceniczne czytania tekstów, współpracował z teatrami niezależnymi w Polsce i Berlinie. Był wykładowcą Akademii Muzycznej im. Karola Szymanowskiego w Katowicach.

## Nagrody i wyróżnienia
Przedstawienie „Dziady. Transformacje” w jego reżyserii zostało uhonorowane nagrodą Uniwersytetu Mikołaja Kopernika za największe wydarzenie artystyczne sezonu 2011/2012 w Toruniu. Jego „Wieczór trzech króli albo co chcecie” zdobył w 2013 roku wyróżnienie w konkursie na najlepszą inscenizację dzieł dramatycznych Williama Szekspira, a „Poskromienie złośnicy” na tymże festiwalu zostało uznane przez dziennikarzy za najlepszą inscenizacją szekspirowską w sezonie 2021/22. W 2023 roku otrzymał nagrodę Złota Maska województwa śląskiego za reżyserię przedstawień "Poskromienie złośnicy" Williama Szekspira w Teatrze Zagłębia w Sosnowcu oraz "Węgla nie ma" Przemysława Pilarskiego w Teatrze Śląskim w Katowicach. 
Podczas jego dyrekcji, spektakle Teatru Zagłębia w Sosnowcu brały udział w polskich i międzynarodowych festiwalach teatralnych, m.in.: Berliner Theatertreffen, Międzynarodowy Festiwal Teatralny Boska Komedia, Warszawskie Spotkania Teatralne, Międzynarodowy Festiwal Gombrowiczowski w Radomiu, Festiwal Szekspirowski w Gdańsku, Rzeszowskie Spotkania Teatralne oraz zdobywały liczne nagrody teatralne, takie jak śląskie Złote Maski, Nagrodę Dziennikarzy na Festiwalu Szekspirowskim czy Nagroda Główna w Konkursie Świat Przyjazny Dziecku.